# Bauer Watertechnology Cup 2012
Il Bauer Watertechnology Cup 2012 è stato un torneo professionistico di tennis maschile giocato sul sintetico. È stata la 16ª edizione del torneo, facente parte dell'ATP Challenger Tour nell'ambito dell'ATP Challenger Tour 2012. Si è giocato a Eckental in Germania dal 29 ottobre al 4 novembre 2012.

## Partecipanti ATP

### Teste di serie
| Nazionalità | Giocatore          | Ranking* | Testa di serie |
| ----------- | ------------------ | -------- | -------------- |
| Slovenia    | Grega Žemlja       | 50       | 1              |
| Stati Uniti | Rajeev Ram         | 93       | 2              |
| Germania    | Philipp Petzschner | 97       | 3              |
| Germania    | Daniel Brands      | 100      | 4              |
| Croazia     | Ivan Dodig         | 110      | 5              |
| Belgio      | Ruben Bemelmans    | 111      | 6              |
| Canada      | Frank Dancevic     | 136      | 7              |
| Germania    | Dustin Brown       | 144      | 8              |

- 1 Ranking al 22 ottobre 2012.

### Altri partecipanti
Giocatori che hanno ricevuto una wild card:
- Kevin Krawietz
- Nils Langer
- Philipp Petzschner
- Elias Ymer

Giocatori che sono passati dalle qualificazioni:
- Ernests Gulbis (Lucky loser)
- Andis Juška
- Konstantin Kravčuk
- Philipp Oswald (Lucky loser)
- Stefan Seifert
- Aleksej Vatutin

## Campioni

### Singolare
- Daniel Brands ha battuto in finale  Ernests Gulbis, 7–6(0), 6-3

### Doppio
- James Cerretani /  Adil Shamasdin hanno battuto in finale  Tomasz Bednarek /  Andreas Siljeström, 6-3, 2-6, [10-4]